# 미즈마 유리코
미즈마 유리코(일본어: 水間 百合子, 1970년 7월 22일 ~ )는 일본의 은퇴한 여자 축구 선수이다.

## 국가대표팀 경력
그녀는 1990년 9월 9일 대한민국과의 경기에서 일본 국가대표팀에 데뷔했다. 1990년 아시안 게임 은메달 획득, 1991년 AFC 여자 축구 선수권 대회 준우승에 기여했으며 1991년 FIFA 여자 월드컵에도 출전했다. 그녀는 1994년까지 국제 A매치 22경기에 출전해서 10득점을 넣었다.

## 통계
| 일본 | 일본 | 일본 |
| 연도 | 출전 | 득점 |
| ---- | ---- | ---- |
| 1990 | 5    | 3    |
| 1991 | 11   | 2    |
| 1992 | 0    | 0    |
| 1993 | 5    | 5    |
| 1994 | 1    | 0    |
| 통산 | 22   | 10   |